# Bettahalli, Mandya
Bettahalli là một làng thuộc tehsil Mandya, huyện Mandya, bang Karnataka, Ấn Độ.